# Anakreon Stamatiadis

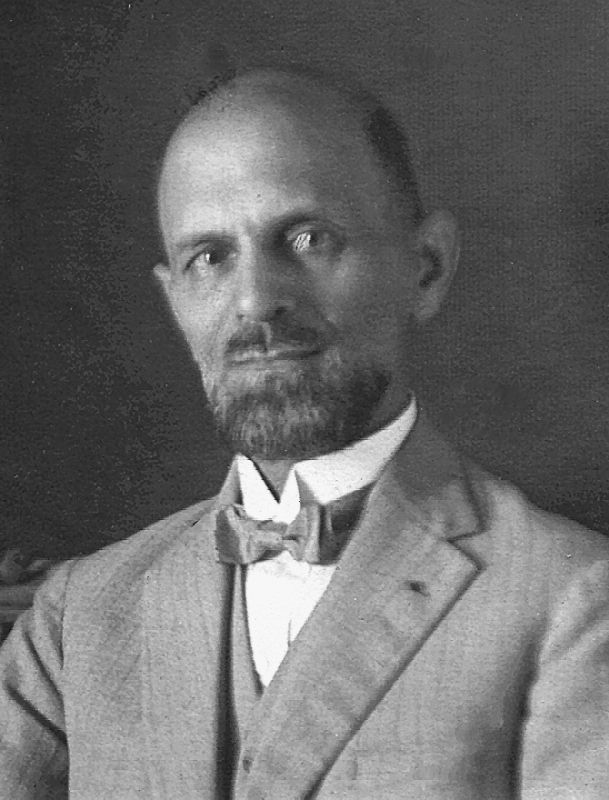
Anakreon Stamatiadis (1928)

Anakreon Stamatiadis (griechisch Ανακρέων Σταματιάδης, geb. am 11. September 1868 in Florenz; gest. am 24. Juli 1964) war ein griechischer Arzt, Pathologe und Esperantist.

## Leben
Er wurde in Florenz geboren, sein Vater Alexandros Stamatiadis war Arzt, seine Mutter die Italienerin Elena Ponte Corboli. Sein Onkel war der Historiker und Volkskundler Epaminondas Stamatiadis. Die Kindheit verbrachte er teils auf Samos, teils in Smyrna. Im Jahr 1888 ging er an die philosophische Fakultät der Universität Athen. Ein Jahr später studierte er Agrikultur an der Nationalen Hochschule für Landwirtschaft in Montpellier. Dort und in Bordeaux war er Student der Medizin; die Promotion zum Doktor der Heilkunde fand dann 1895 in Paris statt.
In Frankreich arbeitete er nur kurze Zeit und kehrte dann nach Samos zurück, das damals ein autonomes Fürstentum unter Oberhoheit des Osmanischen Reiches war. Dort war er Chefarzt im Krankenhaus von Samos und leitender Arzt der Gefängnisse und der Gendarmerie. Nach bestandenen Spezialprüfungen in Konstantinopel (heute Istanbul) erhielt er das Recht, im gesamten osmanischen Gebiet als Arzt zu praktizieren. Im Anschluss daran trat er 1897 seinen Dienst auf der zum Osmanischen Reich gehörenden Insel Kamaran im Roten Meer an, wo sich damals eine Quarantänestation für Mekkapilger befand. Dort hatte er im Rahmen seiner Aufgaben die Gelegenheit, die Sitten, Bräuche, Sprachen und Dialekte der Völker zu studieren. Nach zwei Jahren kehrte er nach Samos zurück, wo ihn der Oberste Internationale Gesundheitsrat der Türkei zum Oberarzt des Gesundheitsdienstes des Fürstentums ernannte, während er gleichzeitig seinen Beruf frei ausübte und den Fürsten und ihren Familien als Sonderarzt diente. Nach der Ermordung des Fürsten Andreas Kopasis im Jahre 1912 wurde Anakreon Stamatiadis vom Obersten Internationalen Gesundheitsdienst des Osmanischen Reiches nach Konstantinopel vorgeladen, wo ihm für einige Jahre immer höhere Aufgaben übertragen wurden. Während des Ersten Weltkriegs diente er als Militärarzt im Rang eines Hauptmanns. Während seines Aufenthalts in Konstantinopel setzte er die Esperanto-Aktivitäten fort, gründete einen Verein, gab eine Zeitschrift heraus, unterrichtete die internationale Sprache und beteiligte sich aktiv an der internationalen Esperanto-Bewegung. Nach seiner Pensionierung (1919) kehrte er kurz nach Samos zurück und ging dann nach Athen.

## Esperantoaktivitäten
Esperantist wurde er 1904 und leistete in der Folge Pionierarbeit in der Türkei und in Griechenland. 1906 gründete er einen Klub auf der Insel Samos. Er schaffte es, bis in höchste Kreise vorzudringen, und der Fürst von Samos verfügte 1910 gar die Einführung eines generellen Esperanto-Unterrichts. In den Jahren 1909–1912 und 1925–1926 gab Stamatiadis eine Esperanto-Zeitschrift heraus. In Istanbul gründete er einen Verein und die Zeitung Bizantio, die von Juli 1921 bis Juli 1924 existierte. In Athen gründete er 1926 die Griechische Esperanto-Gesellschaft (Helena Esperanto-Asocio) und konnte 1927 den Unterrichtsminister dazu bewegen, ein Rundschreiben zu verfassen, man möge doch Esperanto als Freifach in Schulen einführen. Dieses Rundschreiben wurde mehrmals neu versendet und Esperanto-Unterricht gab es ohne Unterbrechung bis 1940, dann auch noch in reduzierter Form nach dem Zweiten Weltkrieg. Im Mai 1929 gründete er die Zeitschrift Lingvo Internacia.
Stamatiadis verfasste und gab 15 Bücher über und in Esperanto heraus. Zu den bekanntesten zählen seine Lehrbücher für griechische Muttersprachler, ein 450 Seiten starkes Wörterbuch und die Fortgeschrittenengrammatik Nova gramatika libro por la Supera Kurso. Die Auflage erreichte teilweise 2000 Stück. In Athen leitete er Sprachkurse und war Mitglied der Sprachkommission der Akademio de Esperanto.

## Werke
- He diethnes boethetike glossa (Samos: Verlag Traulou, 1912. - 80 Seiten)
- Esperanto kai esperantismos (Samos: Verlag Bakirtze, 1911. - 93 Seiten)
- Grammatike kai askeseis tes diethnous glosses Esperanto (Samos: Esperantista Societo, 1908. - 113, 6 Seiten)
- Grammatike tes D. B. G. Esperanto meta diasapheseon kaj semeioseon dia tous hypopsephious diplomatouchous Esperantistas (Konstantinopel: Verlag Phoinix, 1923)
- Lexikon helleno-esperantikon kai Esperanto-hellenikon (Samos: Verlag Traulou, 1914. - XX, 459 Seiten, illustriert)
- Omikros diermineus tes diethnous glosses Esperanto (Athen, 1933. - 56 Seiten)
- Stoicheia tes diethnous glosses Esperanto (Samos: Herausgeber Samiake Esperantistike Etairia, 1907. - 68 Seiten)
- Gramatiko, Ekzercoj, Historio de Esperanto, 1922, 99 Seiten
- Nova Gramatika Libro, 1928
- Gramatiko, ekzercaro kaj epitomo de historio de la lingvo internacia Esperanto : kun Esperanta-helena kaj helena-Esperanta vortaretoj: 2. volumo (Athen, 1958. - 37, 38 Seiten, illustriert)
- Grammatike askeseis istoria tes diethnous boethetikes glosses Esperanto (Athen: Verlag Sakellarios, 1929. - 98 Seiten: illustriert)
- Grammatike askeseis istoria tes diethnous glosses Esperanto (Athen, 1958. - 119, 38 Seiten: illustriert)
- Grammatike askeseis istoria tes diethnous glosses Esperanto (Athen, 1964. - 120, 36, 38 Seiten: illustriert)
- Grammatike, askeseis, istoria tes diethnous boethetikes glosses Esperanto (Konstantinopel, 1923. - VI, 98 Seiten: illustriert)
- Grammatike, askeseis, istoria tes diethnous boethetikes glosses Esperanto (Athen, 1931. - 100 Seiten: illustriert)
- Nova gramatika libro de la internacia helpa lingvo "Esperanto" (Athen, 1928. - 185 Seiten)